# Vespa intersecta
Vespa intersecta är en getingart som beskrevs av Geoffroy 1785. Vespa intersecta ingår i släktet bålgetingar, och familjen getingar. Inga underarter finns listade i Catalogue of Life.